# جون ليفين (تنس)
جون ليفين (بالإنجليزية: Jon Levine) مواليد 29 سبتمبر 1963 في أريزونا، هو لاعب كرة مضرب أمريكي سابق وكان يلعب باليد اليمنى. أعلى تصنيف له في الفردي كان المركز الـ 120 في سنة 1986. أعلى تصنيف له في الزوجي كان المركز الـ 41 في سنة 1988.

## النهائيات

### الزوجي: (3)
| الرقم | السنة | الدورة                         | الأرضية | الشريك     | المنافس في النهائي               | النتيجة في النهائي |
| ----- | ----- | ------------------------------ | ------- | ---------- | -------------------------------- | ------------------ |
| 1.    | 1986  | ولاية سان لويس بوتوسي، المكسيك | ترابية  | باد كوكس   | ستيفان بونو إناكي كالفو          | 7–6, 4–6, 6–4      |
| 2.    | 1987  | ناغويا، اليابان                | صلبة    | أندرو كاسل | ستيف قاي ديفيد ماستارد           | 7–6, 7–6           |
| 3.    | 1987  | جاكرتا، إندونيسيا              | صلبة    | ستيف قاي   | سوهاريادي سوهاريادي دونالد ويلان | 6–7, 6–4, 6–3      |

## روابط خارجية
- جون ليفين على موقع رابطة محترفي التنس (الإنجليزية)
- جون ليفين على موقع الاتحاد الدولي لكرة المضرب (الإنجليزية)
- جون ليفين على موقع خلاصة التنس.كوم (الإنجليزية)